# Juan Fernández-Armesto Fernández-España
Juan Fernández-Armesto Fernández-España (Nueva York, 1953) es un abogado, árbitro internacional y economista español.

## Biografía
Hijo del periodista Augusto Assía (Felipe Fernández Armesto) y de la escritora y política Victoria Armesto (María Victoria Fernández-España y Fernández-Latorre), y hermano del historiador Felipe Fernández-Armesto, cursó el bachillerato en Bonn (Alemania) y en Madrid. Habla alemán con fluidez. Realizó sus estudios universitarios en el ICADE de Madrid, licenciándose en Derecho en 1977 y en Ciencias Empresariales en 1978. En 1983 obtuvo el título de doctor en Derecho en la Universidad Autónoma de Madrid.
Impartió clases de Derecho Mercantil en la Universidad Pontificia de Comillas-ICADE desde 1978 como profesor adjunto y, después, como profesor agregado, siendo nombrado en 1988 catedrático de la mencionada disciplina en dicha Universidad, puesto en el que continuó hasta el año 2009.
Es miembro del Colegio de Abogados de Madrid, de la International Bar Association (Colegio de Abogados Internacional), de la London Court of International Arbitration (LCIA), de la Deutsche Institution für Schiedsgerichtsbarkeit e.V. (DIS) (Institución alemana de Arbitraje) y del Institut pour l'Arbitrage International (IAI), y cofundador del Club Español de Arbitraje, del que desde marzo de 2009 es vocal de su junta directiva. Además, el Comité español da Cámara de Comercio Internacional (CCI) lo designó representante español en la Comisión de Arbitraje de dicha Cámara. 
En octubre de 1996 fue designado por el Consejo de Ministros de España presidente de la recién creada Comisión Nacional del Mercado de Valores (CNMV), cesando el año 2000, al acabar su mandato reglamentario.
Está en posesión de la gran cruz de la Orden de Isabel la Católica.